# میلوش جلماس
میلوش جلماس (انگلیسی: Miloš Đelmaš؛ زادهٔ ۴ ژوئن ۱۹۶۰) بازیکن فوتبال اهل یوگسلاوی بود.
از باشگاه‌هایی که در آن بازی کرده‌است می‌توان به باشگاه فوتبال نیس، باشگاه فوتبال هانوفر ۹۶ و باشگاه فوتبال پارتیزان اشاره کرد.
وی همچنین در تیم ملی فوتبال یوگسلاوی بازی کرده‌است.